# Gonçalo Oliveira
Gonçalo Oliveira (ur. 17 lutego 1995 w Porto) – portugalski tenisista.

## Kariera tenisowa
W karierze zwyciężył w dwunastu deblowych turniejach rangi ATP Challenger Tour. Ponadto wygrał siedem singlowych oraz dwadzieścia trzy deblowe turnieje rangi ITF.
W rankingu gry pojedynczej najwyżej był na 194. miejscu (25 grudnia 2017), a w klasyfikacji gry podwójnej na 77. pozycji (24 sierpnia 2020).

### Zwycięstwa w turniejach ATP Challenger Tour

#### Gra podwójna
| Końcowy wynik | Nr  | Data                 | Turniej    | Nawierzchnia  | Partner               | Przeciwnicy                                   | Wynik finału      |
| ------------- | --- | -------------------- | ---------- | ------------- | --------------------- | --------------------------------------------- | ----------------- |
| Zwycięzca     | 1.  | 6 maja 2018          | Ostrawa    | Ceglana       | Attila Balázs         | Lukáš Rosol Serhij Stachowski                 | 6:0, 7:5          |
| Zwycięzca     | 2.  | 10 czerwca 2018      | Szymkent   | Ceglana       | Lorenzo Giustino      | Lucas Miedler Sebastian Ofner                 | 6:2, 7:6(4)       |
| Zwycięzca     | 3.  | 18 listopada 2018    | Kobe       | Twarda (hala) | Akira Santillan       | Li Zhe Go Soeda                               | 2:6, 6:4, 12–10   |
| Zwycięzca     | 4.  | 24 lutego 2019       | Bangkok    | Twarda        | Li Zhe                | Enrique López Pérez Hiroki Moriya             | 6:2, 6:1          |
| Zwycięzca     | 5.  | 19 maja 2019         | Samarkanda | Ceglana       | Andrej Wasileuski     | Siergiej Fomin Tejmuraz Gabaszwili            | 3:6, 6:3, 10–4    |
| Zwycięzca     | 6.  | 2 czerwca 2019       | Vicenza    | Ceglana       | Andrej Wasileuski     | Fabrício Neis Fernando Romboli                | 6:3, 6:4          |
| Zwycięzca     | 7.  | 7 lipca 2019         | Recanati   | Ceglana       | Ramkumar Ramanathan   | David Vega Hernandez Andrea Vavassori         | 6:2, 6:4          |
| Zwycięzca     | 8.  | 9 lutego 2020        | Dallas     | Twarda (hala) | Dennis Novikov        | Luis David Martínez Miguel Ángel Reyes-Varela | 6:3, 6:4          |
| Zwycięzca     | 9.  | 8 marca 2020         | Monterrey  | Twarda        | Karol Drzewiecki      | Orlando Luz Rafael Matos                      | 6:7(5), 6:4, 11-9 |
| Zwycięzca     | 10. | 18 października 2020 | Lizbona    | Twarda (hala) | Roberto Cid Subervi   | Harri Heliövaara Zdeněk Kolář                 | 7:6(5), 4:6, 10-4 |
| Zwycięzca     | 11. | 21 marca 2021        | Santiago   | Ceglana       | Luis David Martínez   | Rafael Matos Felipe Meligeni Alves            | 7:5, 6:1          |
| Zwycięzca     | 12. | 20 czerwca 2021      | Prościejów | Ceglana       | Ołeksandr Niedowiesow | Roman Jebavý Zdeněk Kolář                     | 1:6, 7:6(5), 10–6 |